# George Latimer
George Stephen Latimer (Mount Vernon, 22 novembre 1953) è un politico statunitense, membro della Camera dei Rappresentanti per lo stato di New York dal 2025.

## Biografia

### Formazione e primi anni
Nato a Mount Vernon, George Latimer frequentò la Fordham University e successivamente conseguì una laurea magistrale in pubblica amministrazione presso l'Università di New York. Lavorò part time come analista di budget durante gli studi. Per vent'anni lavorò nel settore dell'impresa, collaborando con grandi aziende come Nestlé e ITT Corporation.

### Carriera politica

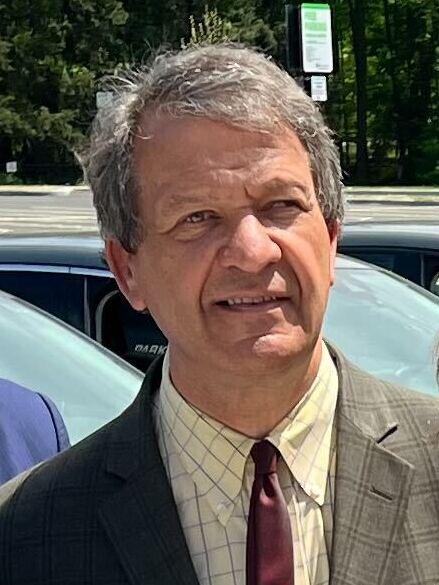
George Latimer nel 2023

Entrato in politica con il Partito Democratico, nel 1987 Latimer fu eletto all'interno del consiglio comunale di Rye, arrivando primo tra sei candidati.
Nel 1991 venne eletto all'interno del consiglio dei legislatori della Contea di Westchester. Fu riconfermato per altri tre mandati nel 1993, nel 1995 e nel 1997. Quando nel 1998 i democratici ottennero per la prima volta la maggioranza, Latimer venne eletto presidente del consiglio.
Nel 2004 lasciò il seggio dopo essere stato eletto all'interno dell'Assemblea dello Stato di New York. Vi restò fino al 2012, quando fu eletto al Senato dello Stato di New York, dove fu riconfermato nel 2014 e nel 2016
Nel 2017, Latimer si candidò per la carica di executive della contea di Westchester, sfidando il repubblicano in carica Rob Astorino. Durante la campagna elettorale, Latimer accusò Astorino di aver accettato in dono un costoso orologio Rolex da parte di un imprenditore pregiudicato e lo invitò a dimettersi. Al termine della competizione elettorale, Latimer sconfisse nettamente Astorino nonostante quest'ultimo avesse raccolto molti più finanziamenti economici.
Nel 2020, fu rieletto alla carica per un secondo mandato quadriennale.
Nel 2023, Latimer annunciò la propria candidatura per la Camera dei Rappresentanti nelle elezioni parlamentari dell'anno seguente. Sfidò nelle primarie democratiche il deputato in carica Jamaal Bowman, in quella che divenne una campagna elettorale incentrata sulla questione del conflitto israelo-palestinese. Bowman era infatti un critico di Israele, mentre Latimer si configurava come sionista; Bowman, che aveva condannato le azioni israeliane nel contesto della guerra Israele-Hamas, venne osteggiato dall'AIPAC, che finanziò la campagna di Latimer per oltre quattordici milioni di dollari. La candidatura di Latimer venne inoltre sostenuta da politici di spicco del Partito Democratico tra cui Andrew Cuomo, Nita Lowey e Hillary Clinton, mentre Bowman ricevette l'appoggio di Bernie Sanders, Elizabeth Warren e Alexandria Ocasio-Cortez.
Al termine della sfida, Latimer prevalse su Bowman con il 58,6% dei voti, in quella che venne letta dai giornalisti come una vittoria dell'ala moderata del partito su quella progressista. La campagna elettorale fu la più costosa della storia per delle elezioni primarie.
A novembre, Latimer si aggiudicò anche le elezioni generali, raccogliendo il 71% dei voti e divenendo così deputato al Congresso.

### Vita privata
Sposato con Robin Phelps, conosciuta negli anni settanta mentre lavorava per un'azienda del gruppo Nestlé, è padre di una figlia di nome Meagan.
Nel 2019, venne citato in una causa legale per aver provocato un incidente stradale nel 2017, quando aveva travolto un'altra vettura non fermandosi ad un incrocio; il veicolo guidato da Latimer era di proprietà di un suo collaboratore, in quanto sulla sua automobile era stato apposto un fermo per via di una moltitudine di multe per divieto di sosta non pagate.